# Ромштекс
Ромште́кс (от англ. rump steak) — слегка отбитый кусок мяса, обычно — говядины, вырезанный из спинной части, смоченный взбитой смесью из свежих яиц, воды и соли, а затем панированный в сухарной крошке.
Ромштекс может изготавливаться в виде порционного полуфабриката как в панировке, так и без неё.

## Технология приготовления
Кусок говядины — длиннейшей мышцы спины или тазобедренной части — зачищается от плёнок и сухожилий. Нарезается на порции поперёк волокон толщиной 1,5—2 см, массой 70 или 100 г каждая. Порционный кусок мяса отбивают, солят, перчат, затем смачивают в льезоне (смесь яйца с небольшим количеством воды или молока) и панируют в сухарях.
Мясо обжаривают на раскалённой с растительным или топлёным маслом сковороде при 170 °С с обеих сторон до образования корочки, затем доводят до готовности в духовке или конвектомате. Готовность определяют проколом вилки — она должна свободно входить в мясо, а выделяющийся при этом сок должен быть прозрачным.
Ромштекс подают на плоской подогретой тарелке, полив растопленным сливочным маслом. Для гарнира используют рассыпчатые каши, отварные бобовые, жареные баклажаны или картофель, свежие или консервированные овощи.

## Ромштекс в культуре
Ромштекс упоминается в произведениях советских и русских авторов как в контексте ресторанной, так и домашней кухни. Например, в романе М. Н. Герчика «великолепный ромштекс» противопоставляется «осточертевшим макаронам». В романе В. Н. Петрова «Точка, с которой виден мир» ромштекс в тарелке сержанта противопоставляется котлетам в солдатских тарелках. В постсоветском детективном романе Владимира Колычева ромштекс упоминается как «совковый стандарт ресторана».